# 尚徹
尚徹（1703年9月16日（康熙四十二年八月六日）—1739年3月27日（乾隆四年二月十八日）），和名北谷王子朝騎，童名真蒲户金，號原仁，琉球國第二尚氏王朝攝政。大村御殿二世。
尚徹是尚益王的次子，為王妃毛氏坤宏所生。因尚弘才（北谷王子朝愛）無嗣，他入繼為尚弘才的嗣子，後來繼承了大村御殿的家督之位。
康熙五十七年（1720年），冊封使來琉球，冊封尚敬為琉球國中山王。在冊封使離開琉球時，他寫詩作一首相贈。康煕五十九年（1720年），因薩摩藩藩主島津吉貴為琉球接待冊封使提供幫助，尚徹出使薩摩藩謝恩，翌年歸國。康熙六十一年九月十七日（1722年10月26日），就任攝政。在任時支持蔡溫的政治改革。雍正八年（1730年），因島津益之助（島津宗信）成為竹姬（浄岸院）的猶子，尚徹出使薩摩藩慶賀，翌年歸國。乾隆四年二月十八日（1739年3月27日）卒，葬於平良之墓。
尚徹無子，以向伯忠（名護按司朝宜）的長子向允治（大村王子朝永）為嗣子。他死後，由向允治繼承家督之位。
在沖繩民間傳說中「割耳的坊主」（耳切り坊主）中，「北谷王子」擅於下圍棋，他使用寶刀治金丸誅殺了妖僧黑金座主，因此受到詛咒，所有子嗣都早夭。這位「北谷王子」的原型不明，有些學者認為是尚徹：蔡溫改革中崇儒抑佛，許多僧侶不敢諷刺蔡溫，便用這個故事來對其重要支持者尚徹進行人身攻擊。然而另一些學者認為「北谷王子」的原型是其養父尚弘才（北谷王子朝愛）。